# 田村俊作
田村 俊作（たむら しゅんさく、1949年 - ）は、日本の図書館情報学者。慶應義塾大学名誉教授。石川県立図書館館長。
専門はレファレンス・サービス、情報探索、情報利用。

## 略歴
- 1968年3月 新潟県立新潟高等学校 卒業[3]
- 1974年3月 東京大学 教養学部 教養学科 卒業[3]
- 1976年5月 - 1977年3月 鶴見大学図書館[3]
- 1977年4月 - 1979年3月 慶應義塾大学 大学院文学研究科 図書館・情報学専攻 修士課程[3]
- 1979年4月 - 1982年3月 慶應義塾大学 大学院文学研究科 図書館・情報学専攻 博士課程[3]
- 1979年4月 - 1984年3月 慶應義塾大学 文学部 助手[3]
- 1984年4月 - 1992年3月 慶應義塾大学 文学部 助教授[3]
- 1992年4月 - 2015年3月 慶應義塾大学 文学部 教授[3][4]
- 2009年10月 - 2015年3月 慶應義塾大学 メディアセンター 所長[3][4]
- 2022年7月 - 石川県立図書館館長

## 主要著作
- 柳与志夫, 田村俊作編『公共図書館の冒険 : 未来につながるヒストリー』みすず書房、2018年
- 田村俊作編著『情報サービス論 新訂』東京書籍、2010年
- 田村俊作, 小川俊彦編『公共図書館の論点整理』勁草書房、2008年
- 田村俊作編『文読む姿の西東 : 描かれた読書と書物史』慶應義塾大学出版会、2007年
- 田村俊作編『情報探索と情報利用』勁草書房、2001年